# 大汉斯多夫
大汉斯多夫（德語：Großhansdorf）是德国石勒苏益格－荷尔斯泰因州的一个市镇。总面积11.20平方公里，总人口9231人，其中男性4312人，女性4919人（2011年12月31日），人口密度824人/平方公里。